# Larsholmen
Ne doit pas être confondu avec Larsholmen (Lindås).
Larsholmen est une île norvégienne du comté de Hordaland appartenant administrativement à Bømlo.

## Description
Rocheuse et couverte d'arbres, elle s'étend sur environ 239 m de longueur pour une largeur approximative de 122 m.  